# Вито Палюмбо
Вито Палюмбо (итал. Vito Palumbo; 16 июля 1972, Конверсано) — итальянский композитор, доцент кафедры композиции в консерватории Станислао Джакомоантонио в городе Козенца.

## Сочинения

### Для большого симфонического оркестра
1. "Foglie di Luna" для большого симфонического оркестра RAI Com Edition (2003)
2. Symphony n. 1 для маримбы, гитары и большого симфонического оркестра Digressione Music Edition (2013)

### Для солистов с оркестром
1. "Quadro sinfonico concertante" для фортепиано с оркестром RAI Com Edition (2001)
2. "Memory Blues" для скрипки с оркестром RAI Com Edition (2002)
3. "Concerto Barocco" Барочный концерт для клавесина и струнного оркестра RAI Com Edition (2005)
4. "Accordion Concerto" Концерт для аккордеона, струнного оркестра и ударных RAI Com Edition (2011)
5. "Recorder Concerto" Концерт для блокфлейты с оркестром Ries & Erler Musikverlag, Berlin (2013)
6. "Cello Concerto" Концерт для виолончели с оркестром Ries & Erler Musikverlag, Berlin (2008)
7. "Guitar Concerto" Концерт для гитары с оркестром Ries & Erler Musikverlag, Berlin (2013)
8. "Violin Concerto" Концерт для скрипки с оркестром Ries & Erler Musikverlag, Berlin (2015)
9. "Clarinet Concerto" Концерт для кларнета с оркестром (2016)
10. "Piano Concerto" Концерт для фортепиано с оркестром (2017-18)

### Для камерного оркестра
1. "Contra" для камерного оркестра RAI Com Edition (2000)
2. "Rosa Canina" для камерного оркестра RAI Com Edition (2004)

### Монооперы, театрализованные пьесы и вокальные циклы
1. "Sinforosa" моноопера-мелодекламация по роману "Il Barone Rampante" («Барон на дереве») Итало Кальвино для актрисы и симфонического оркестра RAI Com Edition (2006)
2. "Comuni-canti" моноопера по стихам Эмили Дикинсон для баритона и камерного ансамбля RAI Com Edition (2008)
3. "Quattro Bagattelle" для сопрано и камерного ансамбля RAI Com Edition (2000)
4. "La machine des sons" театрализованная пьеса для певицы-актрисы, кларнета, скрипки, виолончели и ударных RAI Com Edition (2001)
5. "Cinque di cuori" для певицы-актрисы, флейты-пикколо, виолончели и ударных RAI Com Edition (2002)
6. "Butterfly" для певицы-актрисы и фортепиано RAI Com Edition (2003)
7. "Il canto in vene d’ambra" для меццо-сопрано и камерного ансамбля RAI Com Edition (2004)
8. "Follia in Re" для баритона и камерного ансамбля RAI Com Edition (2005)
9. "Il Catalogo" театрализованная пьеса-мелодекламация для певицы-актрисы, струнного оркестра и ударных RAI Com Edition (2008)
10. "Songs I libro sul ciclo completo da J. Joyce" для голоса и фортепиано Digressione music Edition (2013)

### Камерная музыка
1. Quintetto для флейты, кларнета, скрипки, виолончели и фортепиано Suvini Zerboni Edition (2001)
2. "Deviazione classica nel meriggiare pallido…" струнный квартет RAI Com Edition (2001)
3. "varieAzioni" для трубы и камерного ансамбля RAI Com Edition (2003)
4. "Quartetto n.2" струнный квартет № 2 RAI Com Edition (2004)
5. "Timeline" для камерного ансамбля RAI Com Edition (2004)
6. "Bicinium" для маримбы и гитары RAI Com Edition (2009)
7. "Shakuntala" для камерного ансамбля RAI Com Edition (2002)
8. "Octavion" для флейты-пикколо и фортепиано RAI Com Edition (2010)
9. Trio для флейты, саксофона и фортепиано RAI Com Edition (2013)
10. "Nostos" для клавесина, флейты и струнного квартета Digressione Music Edition (2014)
11. "Discantus" для камерного ансамбля Ries & Erler Musikverlag, Berlin (2014)
12. "Cello sonata" Соната для виолончели и фортепиано Ries & Erler Musikverlag, Berlin (2014)
13. "Fluendo" для виолончели и фортепиано Ries & Erler Musikverlag, Berlin (2015)
14. Trio для скрипки, виолончели и фортепиано
15. "Retroscena" для двух фортепиано RAI Com Edition (2005)
16. "Katabasis" Соната для блок-флейты и клавесина

### Для инструментов соло
1. "Ab-sense" для фортепиано RAI Com Edition (2002)
2. "Pop-songs" для фортепиано RAI Com Edition (2003)
3. "Hoquetus" для тромбона RAI Com Edition (2005)
4. Sonata для фортепиано (2009)
5. Sonatina для фортепиано RAI Com Edition (2009)
6. "Studio" для виолончели RAI Com Edition (2003)
7. "Aqua" для арфы RAI Com Edition (2009)
8. "Pulse"для кларнета Sconfinarte Edition (2016)

### Для хора
1. "Ah, dolente partita" для смешанного хора RAI Com Edition (2003)

### Электроакустическая музыка
1. "Pulsar" для ударных и электроники RAI Com Edition (1999)
2. "Spira" для виолончели и электроники RAI Com Edition (2001)
3. "Kouros & Kore" RAI Com Edition (2001)
4. "In-Canto" RAI Com Edition (2001)
5. "L'ombra del sole" для голоса и электроники RAI Com Edition (2001)